# Bøvlingbjerg
Bøvlingbjerg is een plaats in de Deense regio Midden-Jutland, gemeente Lemvig, en telt 577 inwoners (2008).